# Sir Henry Clithering
Sir Henry Clithering est un personnage de fiction créé par la romancière Agatha Christie. 
Il est un ancien commissaire de police de Scotland Yard, aujourd'hui à la retraite, et apparaît, généralement comme personnage secondaire aux côtés de Miss Marple.

## Biographie fictive
Retraité de Scotland Yard, Sir Henry Clithering y a tout de même toujours ses entrées vu que son filleul, Dermot Eric Craddock, y occupe un poste haut placé. 
Dans les aventures de Miss Marple, à chaque fois que la police locale interdit à la vieille dame d'interférer avec l'enquête, Sir Henry, au contraire, la soutient autant qu'il le peut.
Dans le recueil de nouvelles Miss Marple au Club du Mardi, Sir Henry est le narrateur de la première et de la neuvième nouvelle, à savoir : Le Club du Mardi (The Tuesday Night Club) et Les Quatre Suspects (The Four Suspects).

## Apparitions
Sir Henry Clithering apparaît dans treize nouvelles et un seul roman :

### Nouvelles
- Dans Miss Marple au Club du Mardi, un recueil publié pour la première fois en France en 1966.

1. Le Club du Mardi (The Tuesday Night Club)
2. Le Sanctuaire d'Astarté (The Idol House of Astarte)
3. Les Lingots d'or (Ingots of Gold)
4. Le Perron sanglant (The Blood-Stained Pavement)
5. Motif contre occasion (Motive vs Opportunity)
6. Le Pouce de saint Pierre (The Thumb Mark of St Peter)
7. Le Géranium bleu (The Blue Geranium)
8. La Demoiselle de compagnie (The Companion)
9. Les Quatre Suspects (The Four Suspects)
10. Une tragédie de Noël (A Christmas Tragedy)
11. L'Herbe de mort (The Herb of Death)
12. L'Affaire du bungalow (The Affair at the Bungalow)
13. Une noyée au village (Death by Drowning)

### Roman
- Un cadavre dans la bibliothèque (The Body in the Library), 1942

## Adaptations

### Adaptations télévisuelles
À la télévision, Sir Henry Clithering a été incarné par deux acteurs :
Raymond Francis
Raymond Francis incarne Sir Henry Clithering en 1984 dans Un cadavre dans la bibliothèque (The Body in the Library), aux côtés de Joan Hickson dans le rôle de Miss Marple ; un téléfilm de la série britannique Miss Marple (Agatha Christie's Miss Marple) de la BBC ;
-  1984 : Un cadavre dans la bibliothèque (The Body in the Library), téléfilm britannique diffusé pour la première fois au Royaume-Uni le 26 décembre 1984 sur la BBC, d'après le roman éponyme, publié pour la première fois en France en 1946.

Donald Sinden
Donald Sinden incarne Sir Henry Clithering en 2010 dans Le Géranium bleu (The Blue Geranium), aux côtés de Julia McKenzie dans le rôle de Miss Marple, un téléfilm de la série télévisée britannique Miss Marple, débutée en  2004.
-  2010 : Le Géranium bleu (The Blue Geranium), un téléfilm britannique diffusé pour la première fois au Royaume-Uni le 29 décembre 2010 sur la chaine ITV, d'après la nouvelle éponyme publiée pour la première fois en France en 1966, dans le recueil Le Club du Mardi continue.